# Вилхелм Лудвиг фон Анхалт-Кьотен
Вилхелм Лудвиг фон Анхалт-Кьотен (на немски: Wilhelm Ludwig, Fürst von Anhalt-Köthen; * 3 август 1638; † 13 април 1665) от династията Аскани е управляващ княз на Анхалт-Кьотен от 1650 до 1665 г.
Той е най-малкият син на княз Лудвиг I фон Анхалт-Кьотен (1579 – 1650) и втората му съпруга графиня София фон Липе (1599 – 1654), дъщеря на граф Симон VI цур Липе. След смъртта на баща му през 1650 г. Вилхелм Лудвиг става княз на Анхалт-Кьотен. До 1653 г. княжеството управлява чичо му, Август фон Анхалт-Пльотцкау. След неговата смърт през 1653 г. синовете му Лебрехт и Емануел поемат тази фумкция, докато Вилхелм Лудвиг става пълнолетен през 1659 г.
Той е приет в литературното общество Fruchtbringende Gesellschaft.
На 25 август 1663 г. Вилхелм Лудвиг се жени за принцеса Елизабет Шарлота фон Анхалт-Харцгероде (* 11 февруари 1647; † 20 януари 1723), дъщеря на братовчед му Фридрих княз на Анхалт-Харцгероде, внучка на Христиан I княз на Анхалт-Бернбург.
Младият княз умира през 1665 г. и е погребан в княжеската гробница на църквата Св. Якоб в Кьотен. С него изчезва линията Анхалт-Кьотен. Княжеството попада на Анхалт-Пльотцкау според договора от 1603 г. на братовчедите му Лебрехт и Емануел. Линията започва да се казва Анхалт-Кьотен-Пльотцкау.
Вдовицата му се омъжва на 6 октомври 1666 г. за херцог Август фон Шлезвиг-Холщайн-Норбург-Пльон (1635 – 1699).